# Dimitri Tchesnokov
Pour les articles homonymes, voir Tchesnokov.
Dimitri Tchesnokov, né le 7 mars 1982 à Vokhma (Russie), est un pianiste et compositeur franco-ukrainien.
Il commence l'étude de la musique à l'âge de sept ans, puis à dix ans entre à l'école des Arts de Kiev. À quinze ans, il entre au conservatoire Glière où il étudie avec Elena Verikovskaya. L'année suivante, en 1998, il entre au conservatoire à rayonnement régional de Boulogne-Billancourt, dans la classe de Gilles Bérard en piano et de Pierre Grouvel en composition. Il obtient en 2001 le 1er prix de piano et un certificat de composition. Il étudie ensuite au conservatoire du 10e arrondissement de Paris, avec Adam Wibrowski. Il poursuit l'étude de l'orchestration avec Guillaume Connesson, avant de se consacrer pleinement à la composition. Influencé par Brahms, Scriabine, Schnittke, Ihor Shamo et surtout Liszt, il a composé deux concertos pour piano, deux quatuors à cordes, un trio à cordes, plusieurs sonates et des pièces pour piano telles que le Requiem pour piano seul, le Mont-Saint-Michel (sonate-fantaisie), les Cloches (fantaisie), des nocturnes, et des études.
Dimitri Tchesnokov se produit également régulièrement en concert, en tant que pianiste soliste ou de musique de chambre.

## Œuvres

### Œuvres pour orchestre
- Concerto grosso pour piano et orchestre à cordes, op.20 (2003)
- Ballade symphonique, op.27 (2003-2007)
- Symphonie pour cordes, op.28 (2004)
- Reminiscence - pour cordes, op.29 (2004, rév; 2010)
- Triple concerto pour piano, violon, violoncelle et orchestre à cordes, op.37 (2007)
- L'Aube, esquisse pour orchestre symphonique, op.42 (2000, rév. 2008)
- Sengoku no yo - cinq chants japonais, op.50 (2009)
- Nalou, poème pour orchestre d'harmonie, op.51-c (2009)
- Symphonie Héroïque - pour fanfare de cavalerie, op.52 (2009)
- Symphonie archaïque pour brass-band, op.53 (2009 - 1re exécution : 12 décembre 2009 à l'église de Saint-Jean de Montmartre - Paris)
- Saison russe - sept tableaux symphoniques, op.55 (2010)
- Concerto pour quatuor à cordes et orchestre, op.57 (2010)
- La Mer - pour cordes, op.60 (2010)
- Libération !, Cantate pour choeur et orchestre d'harmonie, op.102 (2025)

### Musique de chambre
- Quatuor à cordes, op.11 (2001)
- Sonatine, Berceuse et Scherzo pour deux violons, op.12 (2001)
- Trio à cordes, op.13 (2001)
- Partita pour violon op. 21 (2003-2007. - 1re exécution : Paris, amphithéâtre de la Sorbonne, 2007, dédiées à Dorian Lamotte)
- Passacaille, op.23 (2003) pour Violon et Piano
- Élégie nocturne, op.25 (2003) pour violon, ou alto, ou violoncelle et piano
- Ellipsos blue - pour quatuor de saxophones, op.36 (2007)
- Tableaux féeriques - pour trio de flûtes, op.40 (2008)
- Sonate pour saxophone (ou clarinette) et piano, op.47 (2009)
- Rhapsodie japonaise - pour flûte et piano, op.48 (2009)
- Sonatine pour flûte et piano, op.54 (2009-2011)
- Voiles grises - poème pour harpe, op.56 (2010)
- Melody, pour instrument mélodique et piano, op.58 (2010)
- Légende mancelle, pour flûte et piano, op.59 (2010)
- Sonate rhapsodique pour alto seul, op.61

### Piano
- Les Cloches - fantaisie pour piano, op.1 (1998-2000)
- Vingt préludes pour piano, op.2 (1999)
- Deux poèmes pour piano, op.3 - La Voie Lactée, Le Trou Noir (1999-2000)
- Le Mont-Saint-Michel - fantaisie pour piano, op.6 (2000)
- Feux follets - poème pour piano, op.8 (2001)
- Trois Visions Fugitives pour piano, op.9 (2001)
- Requiem pour piano seul, op.14 (2002)
- Feuilles mortes - deux poèmes pour piano, op.16 (2002-2003)
- La Neige - deux études fantastiques pour piano, op.17 (2003)
- Nuages-Reflets - poème pour piano, op.19 (2003)
- Apparitions - cinq pièces pour piano, op.26 (2004)
- Sonate pour piano "Preludio", op.30 (2005)
- Poème-Vague - pour piano, op.32 (2005)
- Charmes - cinq poèmes pour piano, op.33 (2006)
- Nalou - poème pour piano, op.51-b
- Saison russe - sept pièces pour piano, op.55 (2010)

### Voix et piano
- Au vaisseau, texte de Pierre Louÿs
- L'Antre des Nymphes, texte de Pierre Louÿs
- Le Passé qui survit, texte de Pierre Louÿs
- Trois Chansons de Bilitis - Bucoliques en pamphylie, op.22 (2003) (Bilitis, La Nuit, Berceuse) sur les textes de Pierre Louÿs
- Vision, op.35 (2007), texte de Charles Cros

### Œuvres pour chœur
- Alleluia, op.38 (2008) pour trois sopranos - solo, chœur mixte
- Requiem du soir, op.41 (2008) pour 4 solistes et chœur mixte
- Trois Chants Sacrés, op.43 (2008) - De profundis, Miserere, Pater noster, chœur à capella
- Concerto pour piano et chœur, op.62 (2011) pour piano - soliste, chœur mixte
- Ave Maria, op.64 (2011) pour chœur mixte et accompagnement ad libitum
- Salve Regina, op.65 (2011) pour chœur mixte
- Exsultate Deo, op.66 (2011) pour chœur mixte
- Ave Verum Corpus, op.67 (2011) pour chœur de femmes
- La Grande Fantaisie Liturgique, (2019) pour choeur mixte et orgue